# Codex Ešnunna
Als Codex Ešnunna (häufig auch Codex Eschnunna oder Codex Eshnunna geschrieben) bezeichnet man eine altbabylonische Sammlung von Rechtssprüchen, die etwas älter als der wesentlich bekanntere Codex Hammurapi ist.
Der Codex Ešnunna wurde durch zwei Tontafelfragmente bekannt, welche 1945 und 1947 in Tell Ḥarmal im Irak gefunden wurden. Dabei handelt es sich um die antike Stadt Schaduppum, die zur Zeit der Entstehung dieser Tafeln Teil des Königreiches von Ešnunna war, nach welchem die Rechtssammlung dann benannt wurde. In den frühen 1980er Jahren wurde eine fragmentarische Schülerabschrift von Teilen des Codex Ešnunna in Tell Haddad gefunden.
Die exakte Datierung der Rechtssätze ist unklar, jedoch kann sie einem der Könige Narām-Sîn, Dāduša oder Ibâl-pî-El II. zugeordnet werden. Dies macht den Codex Ešnunna mit hoher Wahrscheinlichkeit zur ältesten bekannten akkadischsprachigen Rechtssammlung, die dem Codex Ḫammurapi eventuell auch als eine Vorlage gedient hat. Wie auch bei den übrigen altorientalischen Codices ist beim Codex Ešnunna der Sitz im Leben bis heute nicht endgültig geklärt.
Für den Text wird ein Umfang von 185 Zeilen rekonstruiert, sein Original ist bislang nicht gefunden worden. Da die gefundenen Tontafeln, die sich gegenseitig ergänzen, viele Abweichungen hinsichtlich Orthographie, Grammatik und Inhalt zeigen, wird vermutet, dass es sich dabei um Schultexte handelt, denen bereits eine komplexe Überlieferungsgeschichte zugrunde liegt. Der Text besitzt anders als andere mesopotamische Kodizes keinen Prolog. Stattdessen stand am Anfang des Textes eine sumerischsprachige Präambel mit einer Datenformel, die an die Gerechtigkeitserlasse altorientalischer Herrscher erinnert. Ihr folgt unmittelbar der so genannte juristische Teil mit 60 erhaltenen Paragraphen, die das Tarifrecht, Mietrecht, Strafrecht, Handelsrecht, Familienrecht, Schuld-/Pfandrecht, Kaufrecht, die Gerichtsbarkeit, Sklavenrecht und Haftungsrecht betreffen. Auch ein Epilog ist nicht überliefert.
Anders als der Codex Ḫammurapi enthält der Codex Ešnunna neben kasuistischen auch apodiktische Bestimmungen. Die kasuistischen Bestimmungen sind großteils konditional stilisiert, wobei als Einleitung das Wort šumma (wenn) verwendet wird. Einzelne Rechtssätze sind jedoch auch relativisch formuliert und dann etwa durch die Formel awīlum ša … (Ein Mann, welcher …) eingeleitet. Im Vergleich zu den älteren sumerischen Codices droht der Codex Ešnunna vergleichsweise häufig die Todesstrafe an, die vor allem bei Vergehen gegen Eigentum und Familie eines muškēnum sowie bei der Vergewaltigung einer verlobten Frau durch Dritte sowie bei Ehebruch vorgesehen war.